# Еліпсоїдальні змінні

Ілюстрація показує вид сплюсненої зірки Ахернар, викликаний швидким обертанням.

Еліпсоїдальні змінні належать до групи обертальних змінних зір. Змінність їх яскравості спричинена відхиленням їх форми від форми кулі. Таке викривлення форми зорі трапляється у наближених подвійних зоряних системах, зорі якої через гравітаційну взаємодію набувають форми еліпсоїда. Завдяки цьому для спостерігача з Землі видима площа змінюється протягом орбітального періоду і яскравість знижується з певною амплітудою.

## Класичні еліпсоїдальні змінні
Класичні еліпсоїдальні змінні — зорі в подвійній системі зі спільним центром мас та круговою орбітою. Через вплив гравітації іншої компоненти системи зоря отримує форму яйця, що призводить до феномену гравітаційного затемнення (англ. Gravity darkening) —  зміни температури зоряної поверхні, яка знаходиться далі від ядра зорі. Ці ефекти створюють криву яскравості, у якій за період обертання існують два мінімуми і два максимуми. У більшості еліпсоїдальних змінних зір головної послідовності період не перевищує 5 днів. Амплітуда зміни яскравості становить менше 0,1 видимої зоряної величини. Однією з найяскравіших еліпсоїдальних змінних є Спіка. Еліпсоїдальна змінність яскравості часто поєднується з затемнюваною змінністю та змінністю відбитого світла (нім. Reflektionslichtwechsel).

## Еліпсоїдальна змінність у червоних гігантів
Еліпсоїдальна змінність також спостерігається у червоних гігантів та зір асимптотичної гілки гігантів у подвійних зоряних системах. Орбітальний період у таких зір становить до 1000 днів. Оскільки всі такі зорі демонструють напіврегулярну змінність, виділення еліпсоїдальної змінності від змінності яскравості через пульсації є ускладненим.

## Зорі з серцебиттям
Зорі з серцебиттям (нім. Herzschlagsterne) отримали таку назву, оскільки їх криві зміни яскравості нагадують ритм серця на ЕКГ. Зміна яскравості таких зір обумовлена еліптичною орбітою довкола спільного центру мас.
Еліптична орбіта таких зір спричиняє зміну форми зорі під час обертання та припливні хвилі (коливання) у зорі. Тривалість таких коливань є цілою частиною тривалості обороту по орбіті та є феноменом резонансу, схожим на орбітальний резонанс. Коливання у поєднанні з еліпсоїдальною змінністю ведуть до більшої різноманітності у кривих зміни яскравості, в яких одні зорі демонструють мінімум до «серцебиття», а інші — після. Спостерігаються також зміни яскравості у формі W або M, та поєднання з затемнюваною змінністю. Форма кривої зміни яскравості добре моделюється за параметрами нахилу орбіти, ексцентриситету орбіти і перицентру та апоцентру. Амплітуди дуже невеликі і становлять лише декілька сотень мільйонних часток зоряної величини. Період обертання до цього часу відкритих зоряних систем лежить між 2 та 20 днями.